# Godern
Godern is een ortsteil van de Duitse gemeente Pinnow in de deelstaat Mecklenburg-Voor-Pommeren. Tot het eindejaar van 2011 was Godern een zelfstandige gemeente met de ortsteilen Godern en Neu Godern.